# 次巨星
次巨星是有著與正常主序星（矮星）相同的光譜類型，但比較明亮，卻又不如巨星明亮的恆星。次巨星這個名詞既可以指恆星演化的一個階段，又可以指一個特定的恒星光度分類。

## 約克光度分類 IV
次巨星這個名詞在1930年首度被使用在絕對星等在+2.5和+ 4之間，光譜分類為G和早期的K型恆星。次巨星被認為是介於主序星（例如太陽）和巨星（像是畢宿五）之間。雖然其數量較主序星和巨星少很多，但明顯的是連繫於兩種類型之間的恆星。
約克光度分類系統是一個二維分類表，使用字母和數字組合表示恆星的溫度（例如A5或M1），和羅馬數字以指示相對於相同溫度但不同的恆星光度。光度IV是次巨星，位於主序星（光度V）和紅巨星（光度III）之間。
相較於定義絕對的特徵，典型的光譜類型確定的方法是比較相似光譜的標準星。許多譜線的比率和輪廓對引力非常敏感，因此可以做為光度的指標。但是每一種光譜類型最有用的一些光譜線是：
- O：相對強烈的Niii發射和Heii吸收，更加明亮的發射。

- B：巴耳末系的輪廓和強烈的Oii線。
- A：有著更寬的翼側巴耳末系譜線輪廓（英语：line profile），意味著光度較低。
- F：強的鐵、鈦和鍶譜線。
- G：鍶和鐵的強譜線，伴隨著寬翼的鈣H和K線。
- K：鈣的H和K線輪廓，鍶/鐵線的比率，強的鎂、氫和氧化鈦譜線。
- M：強的422.6nm鈣線和氧化鈦譜帶。

摩根（Morgan）和肯那（Keenan）在建立他們的二維分類表時，列出了它們在光度等級IV恆星的例子：
- B0：策（仙后座γ）、房宿三（天蠍座δ）
- B0.5：房宿四（天蠍座β）
- B1：英仙座ο、上衛增一（仙王座β）
- B2：參宿五（獵戶座γ）、房宿一（天蠍座π）、天市左垣七（徐，蛇夫座θ）、尾宿八（天蠍座λ）
- B2.5：壁宿一（飛馬座γ）、附路（仙后座ζ）
- B3：天棓五（武仙座ι）
- B5：七公二（武仙座τ）
- A2：五車三（御夫座β）、中台一（大熊座λ）、天市右垣五（巨蛇座β）[
- A3：天市左垣一（武仙座δ）
- F2：天樽二（雙子座δ）、東海增一（巨蛇座ζ）
- F5：南河三（小犬座α）、宗一（武仙座110）
- F6：右攝提二（牧夫座τ）、天槍三（牧夫座θ）、天市右垣四（巨蛇座γ）
- F8：天大將軍六（仙女座50）、上宰（天龍座θ）
- G0：右攝提一（牧夫座η）、天紀二（武仙座ζ）
- G2：水位增六（巨蟹座μ）
- G5：天市左垣三（武仙座μ）
- G8：河鼓一（天鷹座β）
- K0：天鉤四（仙王座η）
- K1：少衛增八（仙王座γ）

後續的分析顯示，其中有一些是雙星的混合光譜，有些是變星，也擴展出更多可作為標準的參考星，而許多原先的恆星依然被視為次巨星光度分類的標準星。O型和較冷的K1型次巨星則很罕見。

## 次巨星分支

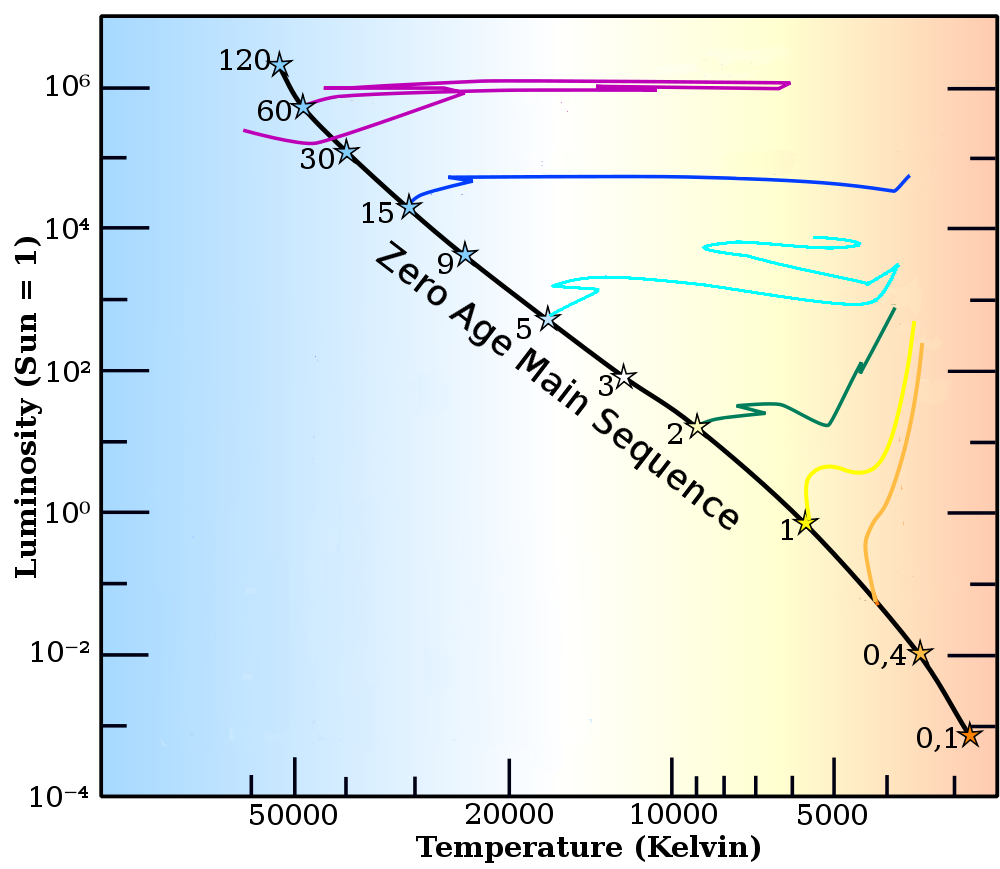
恆星演化的軌跡：
• 的軌跡顯示一個鉤子和跨越赫氏空隙的一個次巨星
•軌跡顯示一個吊鉤和明顯的次巨星分支
•低質量的軌跡顯示非常短而遠離長久的次巨星分支

次巨星分支是低、中質量恆星演化的一個階段。恆星與次巨星光譜的類型並不總是在次巨星分支上演化，反之亦然。例如，位在赫羅縫隙中的后髮座FK和郎將（后髮座31），很可能都是演化中的次巨星，但是兩者經常被歸類為光度更高的一類。光譜類型會受金屬豐度、旋轉、異常化學特性等因素的影響。在像太陽這樣的恆星中，次巨星分支的初始階段會因為內部已經變化但外部變化的跡象很少而被延後。要確定演化的方法包括化學豐度，如鋰在次巨星中被稀釋，和星冕輻射的強度。
當主序星核心中剩餘的氫分數減小時，溫度增加使得融合速率增加。  這會導致恆星隨著年齡增大而慢慢演化為高光度，並且在赫羅圖中的主序帶會被拓寬。
一旦主序星停止在其核心中的氫融合反應，核心就開始在自身質量下崩潰。這導致它的溫度增加和在核心外殼的氫開始融合，這提供了比核心的氫融合更多的能量。低和中等質量的恆星膨脹和表面開始冷卻，直到溫度約5,000K時，它們開始增加光度，進入被稱為紅巨星分支的階段。從主序星到紅巨星分支的過渡階段被稱為次巨星分支。由於恆星內部構造的不同，次巨星分支的形狀和持續時間會因不同質量的恆星而異。

### 非常低質量恆星
質量不是很大，約在0.4 M☉以下的恆星，整個恆星的大部分都是對流層。這些恆星繼續在其核心進行核融合，直到整顆恆星的氫都被轉化成氦，並且它們也不會發展成次巨星。這種質量的恆星在主序星的壽命比當前的宇宙年齡還長很多倍。

### 0.4M☉至1M☉

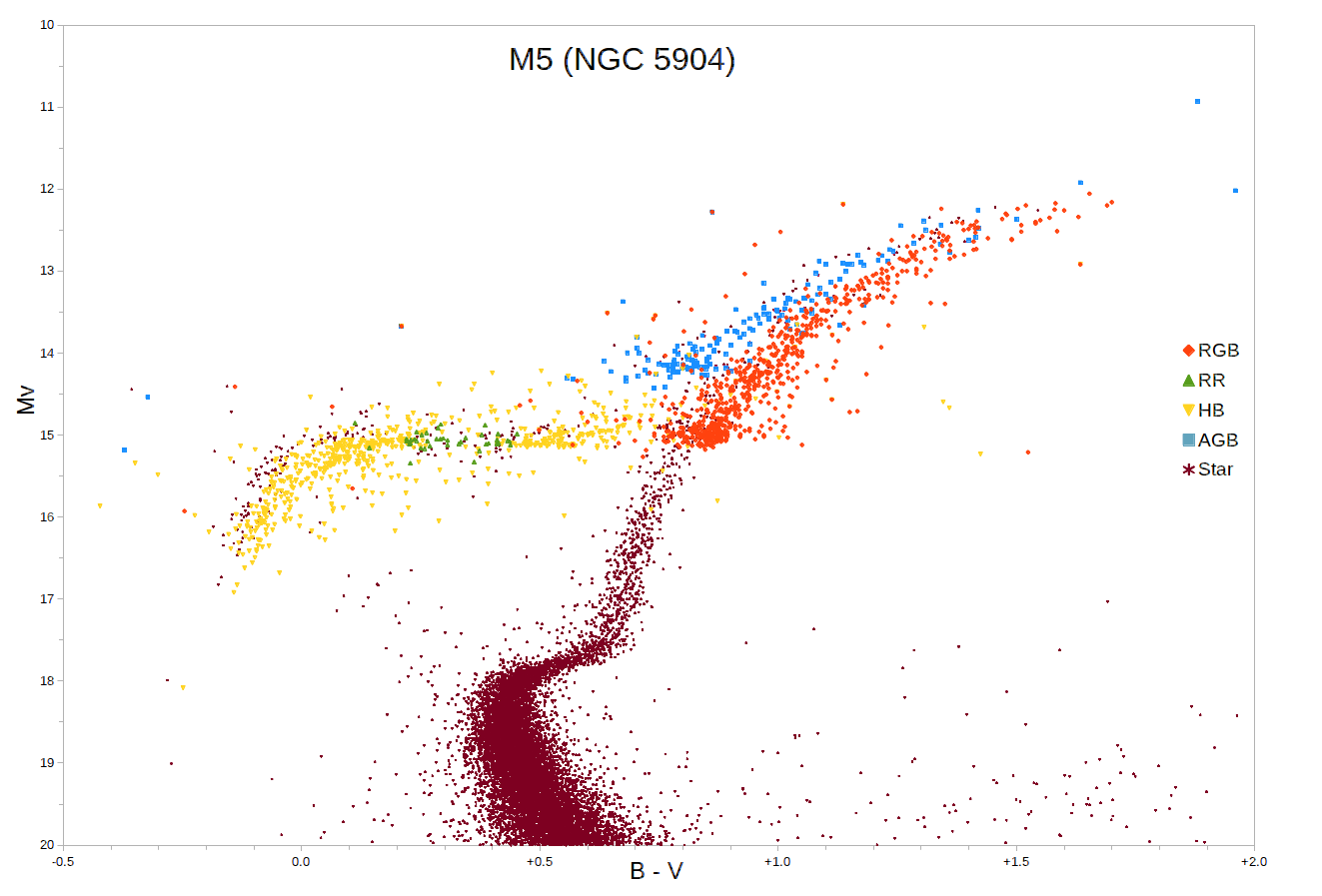
球狀星團M5的赫羅圖，質量略小於太陽的恆星顯示出一個短而稠密的次巨星分支。

質量略小於太陽的恆星，他的非對流核心具有從中心向外的強大溫度梯度。當它們它他們消耗掉核心中的氫時，核心外層的厚重氢殼層就會繼續核反應而不會中斷核融合。在這一點上，雖然從外部可見到的變化很少，這顆星就會被認為是一顆次巨星。
氦核的質量低於錢卓-荀伯極限，它與融合的氫殼層保持熱平衡。隨著氫殼層向外遷移，氦核的質量繼續增加，恆星也慢慢膨脹。任何從殼層增加的能量輸出，進入膨脹的恆星外層，使恆星的光度大致保持恆定。這些恆星的次巨星分支很短、水平和密集的，可以在非常老的星團中看見。
經過數十億年，氦核變得過於巨大，無法支撐本身的質量，於是成為簡併物質。它的溫度增加，氫殼中的融合速率增加，外層產生強烈的對流，光度在大約相同的有效溫度下增加。這顆恆星現在進入紅巨星分支上。

### 1M☉質量以上
質量比太陽大的恆星，在主序列上時有一個對流的核心。它們發展出更巨大的氦核，占了恆星更大的部分，然後從整個對流區排出氫。恆星中的核融合完全停止，核心開始收縮，溫度隨之增加。儘管缺乏核融合，整顆恆星縮小和溫度增加，與輻射光度實際的增加。在核心變得足夠熱，得以點燃殼中的氫之前，這將持續數百萬年，這逆轉了溫度和光度的增加，恆星開始膨脹和冷卻。這個"鉤子"通常被定義為這些恆星在主序列的末端和次巨星分支的開始。
下面關於2 M☉的恆星，氦核質量依然低於錢卓-荀伯極限，但氫殼融合迅速增加核心的質量而超過該極限。質量更大的恆星在離開主序列時，氦核的質量就已經超過錢卓-荀伯極限。要形成鉤子的確切初始質量，使它們離開主序列與核心超越錢卓-荀伯極限取決於金屬量和在對流核心的對流超調程度。低金屬量導致即使是低質量核心的中心部分，對流也是不穩定的，超調造成當氫耗盡時的核心過大。
核心依但超越C-R limit，它就不再與氫殼保持熱平衡。它會收縮而外層膨脹和冷卻。膨脹外層的能量會導致輻射光度降低。當外層足夠冷時，它們變得不透明，並迫使融合的殼層開始對流。膨脹因而停止，輻射的光度開始增加，這被定義為這些恆星進入紅巨星分支的起點。初始質量接近1-2 M☉的恆星，在這一點之前可以發產出簡併的氦核，這將導致恆星進入紅巨星分支，成為質量更低的恆星。
核心收縮和外層膨脹是非常迅速的，只花了數百萬年的時間。在這段時間，恆星的溫度從它在主序列時的6,000－30,000K冷卻至約5,000K。相對的，在這個階段被觀察到的恆星數量也較少，在赫羅圖上形成所知的赫氏空隙。這在數十億年老的星團中可以明顯地觀察到  。

### 大質量恆星
質量在8-12 M☉的恆星，根據金屬量，在主序列上有大量的碳氮氧循環核融合的對流核心。氫殼融合和隨後的核心氦融合在核心的氫耗盡之後，在達到紅巨星分支之前迅速開始。這樣的恆星，例如早期的B型主序星，在成為巨星之前，只會經歷簡短的次巨星分支。它們在過渡期間的光譜類型也可能被歸類為巨星。
在質量非常大的O型主序星中，從主序星到巨星再到超巨星，轉換發生在非常狹窄的溫度和光度範圍內，有時甚至在核心的氫融合結束之前，連次巨星的歷程都不會經過。O型主序星的表面重力（g）對數值為3.9，而巨星的對數值為3.6。  相較之下，K型恆星的典型值有很大的範圍，從1.59（畢宿五）至4.37（南門二B）；次巨星的天鉤四（仙王座η）為3.47。大質量次巨星的例子包括伐二和圓規座δ的主星，兩顆都是質量超過20 M☉的O型星。

### 性質
這個表顯示主序列（MS）和次巨星分支（SB）的典型生命期，以及在核心的氫耗盡與氫殼開始燃燒之間的任何鉤子持續時間。對於具有不同初始質量的恆星，都依據太陽的金屬量（Z=0.02）。表中也顯示每顆恆星開始和結束的氦核的質量、表面有效溫度、半徑和光度。次巨星分支的末尾定義為當核心成為簡併態或光度開始增加時。
| 質量 (M☉) | 例子       | 主序列 MS (GYrs) | 鉤子 (MYrs) | 次巨星分支 SB (MYrs) | 開始      | 開始     | 開始      | 開始      | 結束      | 結束     | 結束      | 結束      |
| 質量 (M☉) | 例子       | 主序列 MS (GYrs) | 鉤子 (MYrs) | 次巨星分支 SB (MYrs) | 氦核 (M☉) | Teff (K) | 半徑 (R☉) | 光度 (L☉) | 氦核 (M☉) | Teff (K) | 半徑 (R☉) | 光度 (L☉) |
| --------- | ---------- | ---------------- | ----------- | -------------------- | --------- | -------- | --------- | --------- | --------- | -------- | --------- | --------- |
| 0.6       | 天鵝座61 B | 58.8             | N/A         | 5,100                | 0.047     | 4,763    | 0.9       | 0.9       | 0.10      | 4,634    | 1.2       | 0.6       |
| 1.0       | 太陽       | 9.3              | N/A         | 2,600                | 0.025     | 5,766    | 1.2       | 1.5       | 0.13      | 5,034    | 2.0       | 2.2       |
| 2.0       | 天狼星     | 1.2              | 10          | 22                   | 0.240     | 7,490    | 3.6       | 36.6      | 0.25      | 5,220    | 5.4       | 19.6      |
| 5.0       | 搖光       | 0.1              | 0.4         | 15                   | 0.806     | 14,544   | 6.3       | 1,571.4   | 0.83      | 4,737    | 43.8      | 866.0     |

一般而言，金屬量較低的恆星比金屬量高的恆星更小、更熱。對於次巨星，這是複雜的，不同的年齡和核心質量有著不同的轉折點。低金屬量的恆星在離開主序列之前會形成一個更大的氦核，因此低質量恆星在次巨星分支開始時顯示一個鉤子。低金屬量恒星在離開主序之前會形成一個更大的氦核, 因此低質量恒星在次巨星分支開始時顯示一個鉤子。質量為1 M☉的恆星，Z=0.001（極端的第二星族星）的主序列結尾時的氦核質量，幾乎是Z=0.02（第一星族星）的兩倍。低金屬量恆星的表面溫度超過開始時的次巨星約1,000K，光度則幾乎加倍。在次巨星分支的末端，溫度的差異不明顯，但低金屬量的恆星光度差異更大，幾乎達到4倍。類似的差異也存在於其它質量恆星的演化中，如恆星質量的關鍵數值，低金屬量的恆星將成為一顆超巨星以取代紅巨星分支。

## 在赫羅圖的次巨星

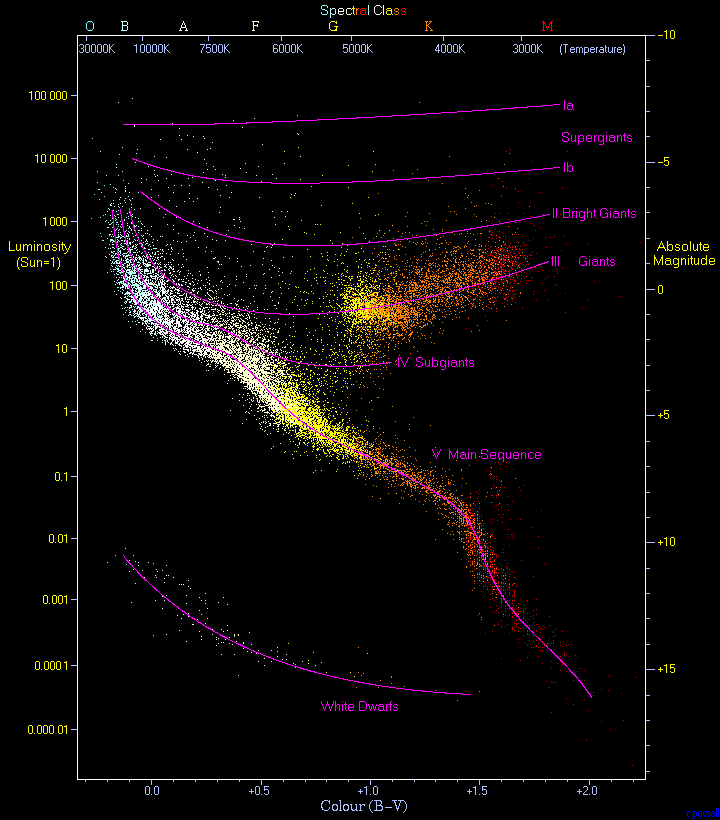
完整的依巴谷星表赫羅圖。

赫羅圖的X軸是恆星的溫度或光譜類型，Y軸是絕對星等或光度的散射圖。所有恆星的赫羅圖在對角上顯示一個明確的主序列帶，其中包括大多數的恆星，有大量的紅巨星（和白矮星，如果可以觀測到案若的恆星），在圖的其它部位相對的只有少量恆星。
次巨星佔據了在住序列上方（即發光比較亮）和巨星之下的區域。在大多數的赫羅圖中，因為做為次巨星的時間比主序星或巨星的時間要少得多，因此相對的數量會較少。熱的B型次巨星幾乎與主序星沒有區別，而溫度較低的次巨星則與在主序星和紅巨星有較大的差距，而有較明顯的區別。大約在光譜型K3以下的主序星和紅巨星之間是空的，沒有次巨星。

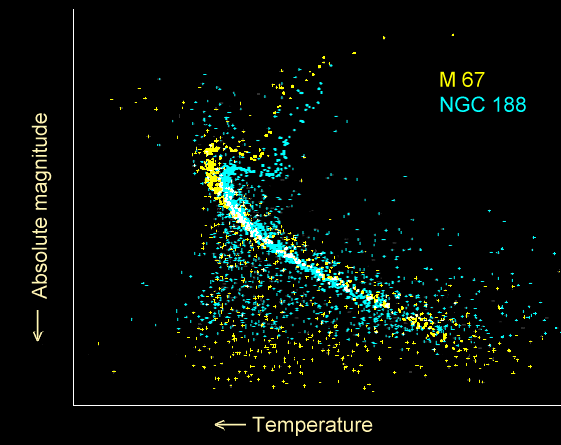
老的疏散星團顯示在主序列帶的轉折點和紅巨星之間的次巨星分支，以及在相對年輕的M67的轉折點上的一個鉤子。

在和羅圖上可以繪製恆星演化的軌跡。對於特定質量的恆星，這些軌跡的位置可以追蹤它在其生命中的位置，並顯示其路徑：從最初在主序列上的位置，沿次巨星分支到巨星分支。當為一組有相近年齡的恆星（如星團中的恆星）繪製赫羅圖時，可以看見次巨星分支是主序列帶的中斷（轉折）點和紅巨星分支之間的恆星帶。因為1-8 M☉的恆星演化到離開主序列需要數億年，因此只有當星團夠老時，才能看見次巨星分支。球狀星團，像是辦人馬座的ω星團和夠老的疏散星團M67，它們在赫羅圖中顯示出一個明顯的次巨星分支。半人馬的ω星團顯示出幾個個別的次巨星分支的原因還沒有被了解，但這似乎代表在這個星團中有不同年齡的恆星族群在內 。

## 變星
有幾種類型的變星包含次巨星：
- 仙王座β型變星：早期的B型主序星和次巨星。
- 慢脈動B型變星：中到晚期的B型主序星和次巨星。
- 矮造父變星：晚期的A型和早期的F型主序星和次巨星。

質量比太陽大的次巨星越過造父不穩定帶，稱為第一次跨越，因為它們可能會在稍後的藍迴圈再一次跨越不穩定帶。質量在2 – 3 M☉的範圍，這包括盾牌座δ型變星，像是王良（仙后座β）。在更大的質量，像是經典造父變星的脈動恆星，也會穿越過不穩定帶，但是穿越的速度很快，因而很難檢測到例子。狐狸座SV最初被建議是第一次穿越不穩定帶的次巨星，但後來確認是第二次穿越。

## 行星
在軌道上環繞次巨星的行星包括仙女座κ b 和HD 224693 b。

## 書目提要
- Vassiliadis, E.; Wood, P. R. . Astrophysical Journal. 1993, 413: 641. Bibcode:1993ApJ...413..641V. doi:10.1086/173033.
- Pols, Onno R.; Schröder, Klaus-Peter; Hurley, Jarrod R.; Tout, Christopher A.; Eggleton, Peter P. . Monthly Notices of the Royal Astronomical Society. 1998, 298 (2): 525. Bibcode:1998MNRAS.298..525P. doi:10.1046/j.1365-8711.1998.01658.x.
- Girardi, L.; Bressan, A.; Bertelli, G.; Chiosi, C. . Astronomy and Astrophysics Supplement Series. 2000, 141 (3): 371. Bibcode:2000A&AS..141..371G. arXiv:astro-ph/9910164 . doi:10.1051/aas:2000126.

## 外部連結
- Post-main sequence evolution through helium burning
- Long period variables - period luminosity relations and classification in the Gaia Mission （页面存档备份，存于）